# Golgo 13: Queen Bee
Golgo 13: Queen Bee (ゴルゴ13〜QUEEN BEE〜) es una animación de video original que se estrenó en 1998. Tesshō Genda ofrece la voz de Golgo 13 en la versión japonesa, mientras que en la versión en inglés, la interpreta John DiMaggio.

## Argumento
Golgo 13 debe aniquilar a la líder de un ejército de liberación antes de que ella asesine a un político importante.

## Reparto de voces
| Personaje              | Japonés          | Inglés          |
| ---------------------- | ---------------- | --------------- |
| Duke Togo/Golgo 13     | Tesshō Genda     | John DiMaggio   |
| Joanna Hardy/Queen Bee | Masako Katsuki   | Denise Poirier  |
| Thomas Waltham         | Ryūsei Nakao     | Carlos Ferro    |
| Robert Hardy           | Kinryū Arimoto   | Dwight Schultz  |
| Informante             | Akio Ōtsuka      | John DiMaggio   |
| Don Roccini            | Toshiya Ueda     | Joe Lala        |
| General Gordon         | Kōsei Tomita     | John Hostetter  |
| Gómez                  | Mugihito         | Joe Lala        |
| Bernard/Benning        | Naoya Uchida     | Michael Sorich  |
| Niñera                 | Desconocido      | Julia Fletcher  |
| Soldado Joven          | Hisayoshi Izaki  | Alex Fernandez  |
| Pamela                 | Kachiko Hino     | Barbara Goodson |
| Oficial                | Kōichi Nagano    | Eddie Frierson  |
| Maria                  | Mie Odagi        | Desconocido     |
| Anri                   | Shōko Kikuchi    | Susan Hickman   |
| Antonio                | Tarō Arakawa     | Scott Menville  |
| George                 | Wakako Taniguchi | Desconocido     |